# Jerry Simpson

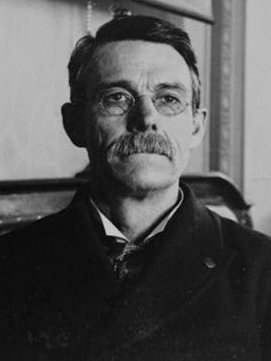
Jerry Simpson (1898)

Jeremiah „Jerry“ Simpson (* 31. März 1842 auf Prince Edward Island, Kanada; † 23. Oktober 1905 in Wichita, Kansas) war ein US-amerikanischer Politiker. Zwischen 1891 und 1895 und nochmals von 1897 bis 1899 vertrat er den siebten Wahlbezirk des Bundesstaates Kansas im US-Repräsentantenhaus.

## Werdegang
Im Jahr 1848 kam Simpson mit seinen Eltern aus seiner kanadischen Heimat in das Oneida County im Staat New York. Dort besuchte er die öffentlichen Schulen. Zwischen 1856 und 1879 war er zeitweise Binnenschiffer und befasste sich mit Angelegenheiten der Schifffahrt. Während des Bürgerkrieges war er Soldat in einem Infanterieregiment aus Illinois. Im Jahr 1878 zog Simpson in das Barber County in Kansas, wo er sich in der Nähe von Medicine Lodge niederließ. Dort befasste er sich mit landwirtschaftlichen Angelegenheiten und hierbei vor allem mit der Viehzucht. In dieser Zeit begann auch seine politische Tätigkeit. Zweimal kandidierte er erfolglos als unabhängiger Kandidat für das Repräsentantenhaus von Kansas. Dann schloss er sich der aus der Farmerbewegung entstandenen Populist Party an.
1890 wurde Simpson im siebten Distrikt von Kansas, dessen Abgeordnete damals noch staatsweit gewählt wurden, in das US-Repräsentantenhaus in Washington, D.C. gewählt. Dort trat er am 3. März 1891 die Nachfolge des Republikaners Samuel R. Peters an. Nach einer Wiederwahl im Jahr 1892 konnte er bis zum 3. März 1895 zunächst zwei Legislaturperioden im Kongress absolvieren. Im Jahr 1894 unterlag er bei den Wahlen, die inzwischen nach Wahlbezirken abgehalten wurden, dem Republikaner Chester I. Long. Zwei Jahre später, im Jahr 1896, wurde Simpson dann aber erneut in den Kongress gewählt und konnte sein früheres Mandat wieder antreten. Da er bei den Wahlen des Jahres 1898 wieder gegen Long verlor, konnte er zwischen dem 4. März 1897 und dem 3. März 1899 nur noch eine Legislaturperiode im Kongress verbleiben, die von den Ereignissen des Spanisch-Amerikanischen Krieges bestimmt war. Nach dem Ende seiner politischen Tätigkeit widmete sich Simpson wieder seinen privaten Angelegenheiten. Er starb im Oktober 1905 in Wichita. Jerry Simpson war mit Jane Simpson (1849–1933) verheiratet.